# Indian Ghost
Indian Ghost est un groupe de rock français, originaire de Toulouse, en Haute-Garonne.

## Biographie
Le groupe est formé en 1993 par d'anciens membres du Prehistoric Pop et des Boy Scouts, deux groupes de rock de la même ville. Depuis cette date, il compte un 45 tours et cinq albums. Les deux premiers albums sont inspirés en partie par le psychédélisme (The Byrds, 13th Floor Elevators) alors que les suivants puisent abondamment dans l'héritage du rock américain (Velvet Underground, Neil Young, Alex Chilton...) et britannique (The Beatles, Rolling Stones...) des années 1960,. Don Joe, chanteur, auteur et compositeur du groupe déclare avoir été fortement influencé par Bob Dylan. Les paroles, résolument nostalgiques, reflètent un imaginaire très imprégné par les sixties et leurs icônes (Marianne Faithfull, Edie Sedgwick...) ainsi que par les représentations mythiques de l'Ouest américain,.
En 2018, le groupe enregistre l'album Monsoon en Inde, clin d’œil aux Beatles et à Ravi Shankar. L'apport de tablas et de sitar lui donne une dimension psychédélique qui se marie avec les influences du rock américain. 

## Membres
- Don Joe - chant, guitare
- Fleck - guitare, chœurs
- Pascal Jacquet - basse
- David Jeannou - batterie, percussions

## Discographie

### Albums studio
- 1993 : Crying to the Spirits (WGM)
- 1999 : The Madone Tapes (ELP Records)
- 2008 : Dean (ELP Records)
- 2013 : Old Music Will Have To Go (Pop Sisters Records)
- 2015 : Lost Far Gone (Closer Records)
- 2018: Monsoon (Pop Sisters Records)

### Single
- 1996 : 1969 Song (Colorsound)